# Persone di nome Mihai
| Questa pagina contiene informazioni ricavate automaticamente dalle voci biografiche con l'ausilio del template Bio e di un bot. L'aggiornamento è periodico e automatico e ricostruisce completamente la pagina. Se manca una persona in questa lista, sei pregato di non aggiungerla, ma accertati piuttosto che la sua voce biografica contenga il template Bio e che i dati anagrafici siano correttamente compilati. Se il template Bio manca, inseriscilo tu stesso o, in alternativa, metti l'avviso {{tmp\|Bio}} che ne segnala la mancanza. Se i dati riportati sono sbagliati, correggi direttamente la voce biografica; le modifiche saranno visibili in questa lista entro pochi giorni. Per chiarimenti vedi il progetto antroponimi. La lista contiene solo le 63 persone che sono citate nell'enciclopedia e per le quali è stato implementato correttamente il template Bio. Pagina aggiornata al 22 gen 2025. |

Questa è una lista di persone presenti nell'enciclopedia che hanno il nome Mihai, suddivise per attività principale.

## Allenatori di calcio(3)
- Mihai Mocanu, allenatore di calcio e calciatore rumeno (Costanza, n. 1942 - Costanza, † 2009)
- Mihai Stoichiță, allenatore di calcio e ex calciatore rumeno (Bucarest, n. 1954)
- Mihai Teja, allenatore di calcio e ex calciatore rumeno (Bucarest, n. 1978)

## Alpinisti(1)
- Mihai Cioroianu, alpinista rumeno (Bucarest, n. 1967 - K2, † 1999)

## Altisti(1)
- Mihai Donisan, altista rumeno (Bucarest, n. 1988)

## Calciatori(33)
- Mihai Adam, calciatore rumeno (Câmpia Turzii, n. 1940 - † 2015)
- Mihai Aioani, calciatore rumeno (Buftea, n. 1999)
- Mihai Apostol, calciatore moldavo (n. 1997)
- Mihai Baicu, calciatore rumeno (Bucarest, n. 1975 - Bucarest, † 2009)
- Mihai Bordeianu, calciatore rumeno (Flămânzi, n. 1991)
- Mihai Butean, calciatore rumeno (Cluj-Napoca, n. 1996)
- Mihai Bălașa, calciatore rumeno (Târgoviște, n. 1995)
- Mihai Costea, calciatore rumeno (Drăgășani, n. 1988)
- Mihai Căpățînă, calciatore rumeno (Slatina, n. 1995)
- Mihai Dobrescu, calciatore rumeno (Otopeni, n. 1992)
- Mihai Drăguș, ex calciatore rumeno (Bucarest, n. 1973)
- Mihai Eșanu, calciatore rumeno (Bucarest, n. 1998)
- Alexandru Ilie, calciatore rumeno (Zărnești, n. 2000)
- Mihai Ionescu, calciatore rumeno (n. 1936 - † 2011)
- Mihai Ivăncescu, calciatore rumeno (Hlyboka, n. 1942 - Brașov, † 2004)
- Mihai Leca, calciatore rumeno (Bucarest, n. 1992)
- Mihai Lixandru, calciatore rumeno (Bucarest, n. 2001)
- Mihai Mincă, calciatore rumeno (Zlatna, n. 1984)
- Mihai Neicuțescu, calciatore rumeno (Bucarest, n. 1998)
- Mihai Neșu, ex calciatore rumeno (Oradea, n. 1983)
- Mihai Onicaș, calciatore rumeno (Cluj-Napoca, n. 1990)
- Mihai Plătică, calciatore moldavo (Chișinău, n. 1990)
- Mihai Popa, calciatore rumeno (Costanza, n. 2000)
- Mihai Popescu, calciatore rumeno (Câmpulung, n. 1993)
- Mihai Răduț, calciatore rumeno (Slatina, n. 1990)
- Mihai Roman, ex calciatore rumeno (Suceava, n. 1984)
- Mihai Roman, calciatore rumeno (Craiova, n. 1992)
- Cătălin Savin, calciatore rumeno (Odorheiu Secuiesc, n. 1990)
- Mihai Tararache, ex calciatore rumeno (Bucarest, n. 1977)
- Mihai Țurcan, calciatore moldavo (Bălți, n. 1989)
- Mihai Tänzer, calciatore rumeno (Timișoara, n. 1905 - Cluj-Napoca, † 1993)
- Mihai Velisar, calciatore rumeno (Ploiești, n. 1998)
- Mihai Voduț, ex calciatore rumeno (Bucarest, n. 1994)

## Cantanti(1)
- Mihai Trăistariu, cantante e musicista romeno (Piatra Neamț, n. 1979)

## Cestisti(5)
- Mihai Albu, cestista e allenatore di pallacanestro rumeno (Sibiu, n. 1938 - Praga, † 2017)
- Mihai Bercus, cestista, allenatore di pallacanestro e arbitro di pallacanestro rumeno (Bucarest, n. 1915 - Hannover, † 2010)
- Mihai Dimancea, cestista e allenatore di pallacanestro rumeno (n. 1940 - † 2023)
- Mihai Erdögh, ex cestista rumeno (Târgu Mureș, n. 1928)
- Mihai Nedef, cestista e allenatore di pallacanestro romeno (Bucarest, n. 1931 - † 2017)

## Critici cinematografici(1)
- Mihai Chirilov, critico cinematografico rumeno (Tulcea, n. 1971)

## Direttori della fotografia(1)
- Mihai Mălaimare Jr., direttore della fotografia rumeno (Bucarest, n. 1975)

## Informatici(1)
- Mihai Pătrașcu, informatico rumeno (Craiova, n. 1982 - New York, † 2012)

## Judoka(1)
- Mihai Cioc, ex judoka rumeno (Turnu Măgurele, n. 1961)

## Lottatori(1)
- Mihai Mihuț, lottatore rumeno (n. 1995)

## Musicisti(1)
- Michael Cretu, musicista rumeno (Bucarest, n. 1957)

## Poeti(1)
- Mihai Eminescu, poeta, filologo e scrittore rumeno (Botoșani, n. 1850 - Bucarest, † 1889)

## Politici(5)
- Mihai Antonescu, politico, criminale di guerra e avvocato rumeno (Nucet, n. 1904 - Jilava, † 1946)
- Mihai Chițac, politico e generale rumeno (Suharău, n. 1928 - Bucarest, † 2010)
- Mihai Ghimpu, politico moldavo (Colonița, n. 1951)
- Mihai Tudose, politico romeno (Brăila, n. 1967)
- Mihai Răzvan Ungureanu, politico, storico e diplomatico rumeno (Iași, n. 1968)

## Registi(1)
- Mihai Constantinescu, regista e sceneggiatore romeno (Băile Govora, n. 1932)

## Scacchisti(1)
- Mihai Șubă, scacchista rumeno (Bucarest, n. 1947)

## Schermidori(3)
- Mihai Covaliu, schermidore rumeno (Brașov, n. 1977)
- Mihai Frunză, ex schermidore rumeno
- Mihai Țiu, ex schermidore rumeno (Bucarest, n. 1946)

## Tennistavolisti(1)
- Mihai Bobocica, tennistavolista rumeno (Craiova, n. 1986)

## Vescovi cattolici(1)
- Mihai Frățilă, vescovo cattolico rumeno (Alba Iulia, n. 1970)